# Diplodactylus maini
Diplodactylus maini är en ödleart som beskrevs av  Arnold Girard Kluge 1962. Diplodactylus maini ingår i släktet Diplodactylus och familjen geckoödlor. Inga underarter finns listade i Catalogue of Life.